# Route nationale 181
La Route Nationale 181 (RN 181) era una antigua carretera nacional francesa que unía las ciudades de Évreux (Pacy-sur-Eure) y Amiens (Breteuil-sur-Noye).
Creó en 1824 y desapareció en 1974. Ha sido renombrada como RD 181 (Eure), RD 981 y RD 1001 (Oise).

## Recorrido

### Pacy-sur-Eure - Breteuil-sur-Noye
La Route Nationale 181 comienza en Pacy-sur-Eure y se dirige hacia el nordeste en dirección a Breteuil-sur-Noye.
- Saint-Aquilin-de-Pacy  D 141  (km 0)
- Pacy-sur-Eure  D 181
- Brécourt (Douains)
- Vernon
- Corbie (Tilly)
- Les Thilliers-en-Vexin
- Vesly
- Dangu  D 181
- Courcelles-lès-Gisors  D 981
- Gisors  D 181
- Trie-Château  D 981
- Trie-la-Ville
- Le Saussay (Porcheux)
- La Houssoye
- Auneuil
- Aux Marais
- Beauvais  D 981
- Tillé  D 1001
- Abbeville-Saint-Lucien
- Noirémont
- Froissy
- Sainte-Eusoye
- Caply
- Breteuil-sur-Noye  D 1001  (km 112)